# Naedang-dong
Naedang-dong (koreanska: 내당동) är en stadsdel i staden Daegu i den centrala delen av Sydkorea, 240 km sydost om huvudstaden Seoul. Den ligger i stadsdistriktet Seo-gu.

## Indelning
Administrativt är Naedang-dong indelat i:
| Namn      | Namn                     | Yta km² | Invånare 31 dec 2020 |
| --------- | ------------------------ | ------- | -------------------- |
| 내당1동   | Naedang 1(il)-dong       | 0,47    | 8 674                |
| 내당2.3동 | Naedang 2(i).3(sam)-dong | 0,65    | 10 213               |
| 내당4동   | Naedang 4(sa)-dong       | 0,75    | 17 049               |